# Alister MacKenzie
Alister MacKenzie (né à Wakefield dans le Yorkshire, en Angleterre, en 1870 ; mort à Santa Cruz, en Californie, en 1934) est un architecte de terrain de golf britannique.

## Sélection de terrains
- Augusta National Golf Club, Augusta, en Géorgie, États-Unis. (1933) : Bobby Jones choisit MacKenzie ainsi que Donald Ross pour codésigner le seul parcours de golf du monde possédant les niveaux de difficulté d'un championnat majeur chaque année. Il fut classé second meilleur parcours de golf en Amérique par la revue Golf Digest en 2005.